# Slapshot
 Slapshot ist eine US-amerikanische Hardcore-Band aus Boston, die 1985 gegründet wurde.

## Bandgeschichte
In einer Krise der Hardcore- und Straight-Edge-Szene fanden sich die drei Gründungsmitglieder Jack „Choke“ Kelly (Gesang), Steve Risteen (Gitarre) und Mark McKay (Schlagzeug) 1985 zusammen, um gemeinsam „Old School Hardcore“ zu machen. Nachdem sie den Namen Straight Satan (nach der Motorrad-Gang, die Charles Manson beschützte) zugunsten von Slapshot (nach dem gleichnamigen Kinofilm) verwarfen, stieß Bassist Jonathan Anastas (ex-DYS) zur Band. Kelly hatte in der Szene als ehemaliges Mitglied von Negative FX einen hohen Bekanntheitsgrad, was die Band-Plattenfirma Taang! Records dazu brachte, ein signifikantes Werbebudget bereitzustellen. Bereits das erste Konzert der Band war ausverkauft.
Slapshot litten unter zahlreichen Personalwechseln und Unstimmigkeiten unter den Mitgliedern. Auch die Beziehung zu den Plattenfirmen war nicht von Erfolg geprägt, für ihr Album 16 Valve Hate bekam die Band nach eigener Aussage keinerlei Zahlungen. 1999 wurde auf TKO Records ein Boston Drops The Gloves betiteltes Tributealbum veröffentlicht, auf dem Bands aus Boston und Umgebung, darunter die Dropkick Murphys, Anal Cunt und The Mighty Mighty Bosstones, Slapshot-Songs covern. Der 2010 zur Gruppe gestoßene Gitarrist Craig Silverman spielte ab 2014 parallel in der New Yorker Hardcore-Band Agnostic Front. 2019 verließ er Slapshot, um mehr Zeit mit seiner Familie und seiner Hauptband Agnostic Front zu verbringen. Für ihn stieß Tye Tonkin zur Band.
Im September 2024 kündigte die Band ihre Auflösung für 2025 an, das 40. Jahr ihres Bestehens.

## Kontroverses
Einige Mitglieder der Band waren auch in einem Nebenprojekt namens Stars and Stripes aktiv. Der Stil dieser Gruppe ist angelehnt an alte englische Oi!-Bands, die Texte haben einen stark patriotischen Einschlag, wobei dieser laut Jack Kelly ironisch zu verstehen ist. Trotzdem wurde in der antifaschistischen Zeitschrift Lotta auf eine hohe Popularität des Projekts in der rechten Szene hingewiesen; außerdem wurden Stars-&-Stripes-Alben von Rechtsrocklabels, darunter ein Sublabel von Rock-O-Rama, lizenziert. Des Weiteren hat Jack Kelly bei mehreren Liedern der kontroversen Grindcoreband Anal Cunt die Hintergrundvocals eingesungen und betrieb zeitweise ein Plattenlabel namens „Patriot Records“, das in der europäischen Musikpresse als rechtsgerichtet wahrgenommen wurde.
Slapshot selbst setzten sich in ihren Texten immer wieder kritisch mit Amerika beziehungsweise der amerikanischen Politik und Gesellschaft auseinander. Beispiele hierfür sind der Song Shoot Charlton Heston, in dem das Second Amendment kritisiert wird, sowie die Anti-Irakkriegs-Lieder Digital Warfare und Tear It Down oder auch der Titel Fuck New York aus dem Jahr 2005.

## Diskografie

### Alben
- 1988: Step on It (Taang!)
- 1990: Sudden Death Overtime (Taang!)
- 1990: Step on It / Back on the Map (Taang!)
- 1993: Live at SO 36 (We Bite)
- 1994: Unconsciousness (We Bite)
- 1995: 16 Valve Hate (Taang!/Lost and Found)
- 1996: Olde Tyme Hardcore (Taang!/Century Media)
- 2001: Greatest Hits, Slashes and Crosschecks (Century Media)
- 2003: Digital Warfare(I Scream Records)
- 2014: Slapshot (Old Tyme Records)
- 2016: Bloodbath in Germany (Street Justice)
- 2018: Make America Hate Again (Bridge Nine Records)

### EPs
- 1986: Back on the Map (Taang!)
- 1993: Blast Furnace (We Bite)
- 1996: Olde Tyme Hardcore (Taang!/Century Media)
- 2005: Tear It Down (Street Justice/Spook City/Thorp)
- 2012: I Believe (Taang!)

### Promos
- 2003: Live on New England Product (7", Bridge 9) Enthält Radioaufnahmen. Kostenlose Beigabe für die ersten Vorbestellungen der Vinyl-Versionen von Digital Warfare sowie von der Undisputed LP der Bostoner Band Some Kind Of Hate. Limitiert auf 500 Exemplare.
- 2005: Super Pro Hardcore (CD, selbstveröffentlicht) Enthält Radioaufnahmen aus 2005. Nur 50 Exemplare, auf der Europa-Tour 2005 verkauft.

### Singles
- 1988: Same Mistakes / Might Makes Right (7", Taang!)
- 1990: Firewalker (7", Taang!)